# Jeon Ki-young
Jeon Ki-Young, född den 11 juli 1973 i Cheongju, Sydkorea, är en sydkoreansk judoutövare.
Han tog OS-guld i herrarnas mellanvikt i samband med de olympiska judotävlingarna 1996 i Atlanta.